# Kirsten Jensdatter
Kirsten Jensdatter, född 1648, död 1728, var en dansk författare. Hon utgav Enkens Skærv i Templen 1718, som gavs ut i ny upplaga 1724, 1730, och 1748. 